# Silnice II/177
Silnice II/177 je silnice II. třídy, která vede z Hořehled do Lnářů. Je dlouhá 21,6 km. Prochází dvěma kraji a dvěma okresy.

## Vedení silnice

### Plzeňský kraj, okres Plzeň-jih
- Hořehledy (křiž. I/19, III/17711, III/17713)
- Mítov (křiž. III/17714)
- Nové Mitrovice (křiž. III/1783, III/17716)
- Chynín (křiž. III/17717)
- Radošice (křiž. II/191, III/17718)
- Mladý Smolivec (křiž. III/17719, III/17723, III/17724)

### Jihočeský kraj, okres Strakonice
- Zámlyní (křiž. III/17725, III/17727)
- Lnáře (křiž. I/20, II/174, III/1763)